# Eosin

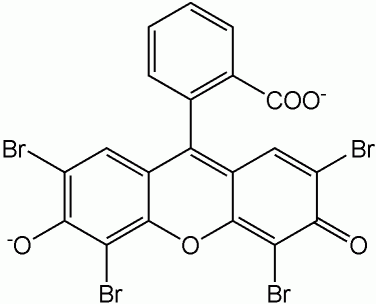
Eosin Y

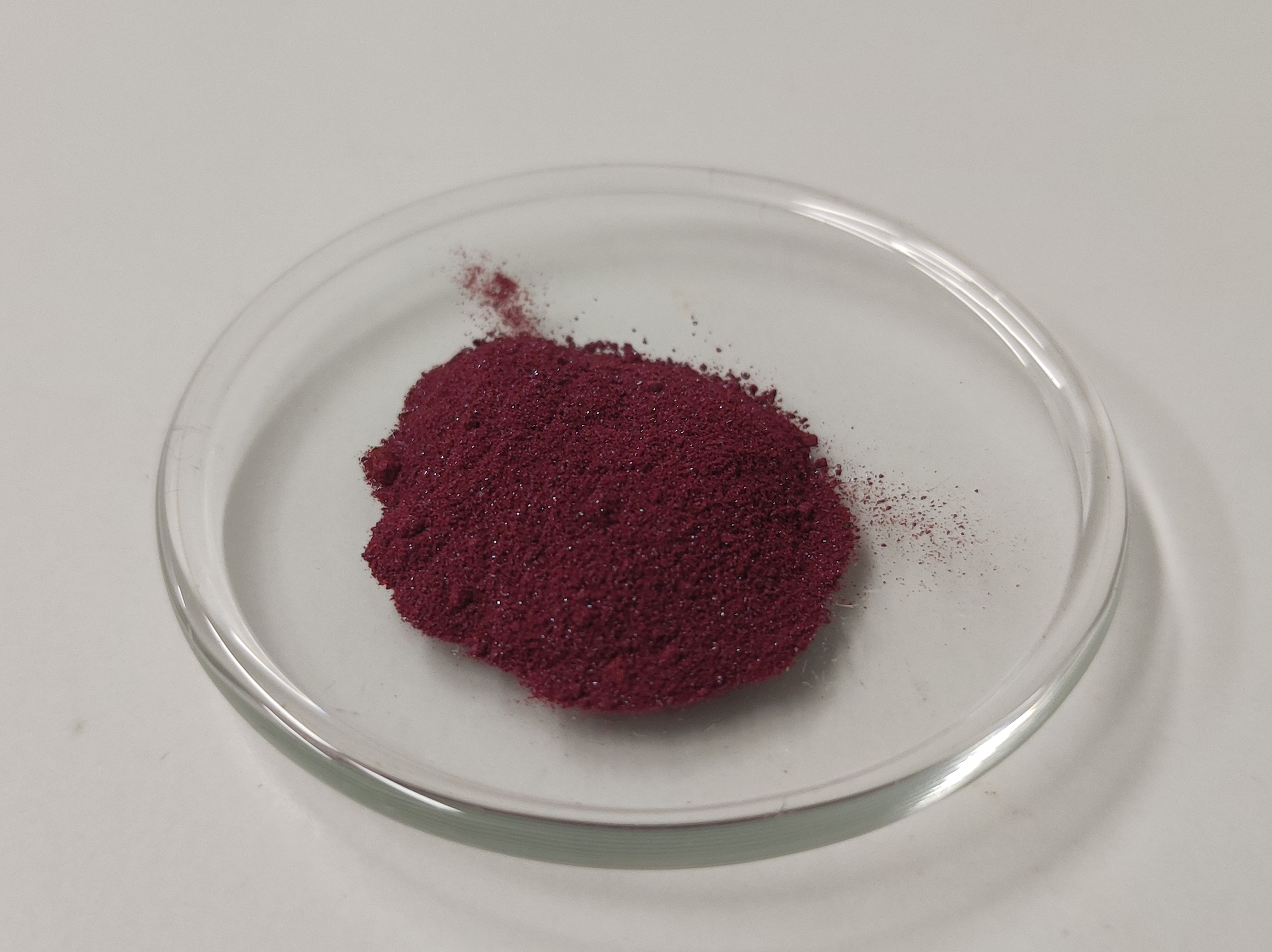
Eosin Y rozpustný v H2O

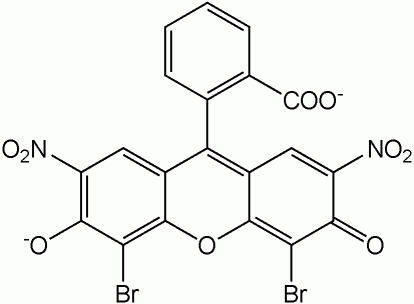
Eosin B

Eosin (eozín) je fluorescentní červené barvivo vzniklé působením bromu na fluorescein. Lze ho používat k barvení cytoplazmy, kolagenu a svalových vláken pro pozorování pod mikroskopem. Struktury, které se snadno barví eosinem, se označují jako eosinofilní. Eosin se používá jako v jedné z nejvíce používaných metod barvení histologických preparátů – hematoxylin-eosin.

## Etymologie
Díky své ohnivě narůžovělé barvě byl eosin pojmenován podle řecké mytické bohyně ranních červánků Éós.

## Varianty
Existují dvě velmi blízce příbuzné sloučeniny, které se společně označují jako eosin. Častěji se používá eosin Y (též známý jako eosin Y ws, nažloutlý eosin, Acid Red 87, C.I. 45380, bromeosin nebo D&C Red No. 22); má velmi slabě nažloutlý odstín. Druhý eosin je eosin B (namodralý eosin, Acid Red 91, C.I. 45400, Saffrosine, Eosin Scarlet nebo imperiální červeň); je zbarven nepatrně do modra. Obě barviva jsou vzájemně záměnná a používání jednoho či druhého je věcí preference čí  tradice.
Eosin Y je tetrabromderivát fluoresceinu. Eosin B je dibromdinitroderivát fluoresceinu.